# 六日市インターチェンジ

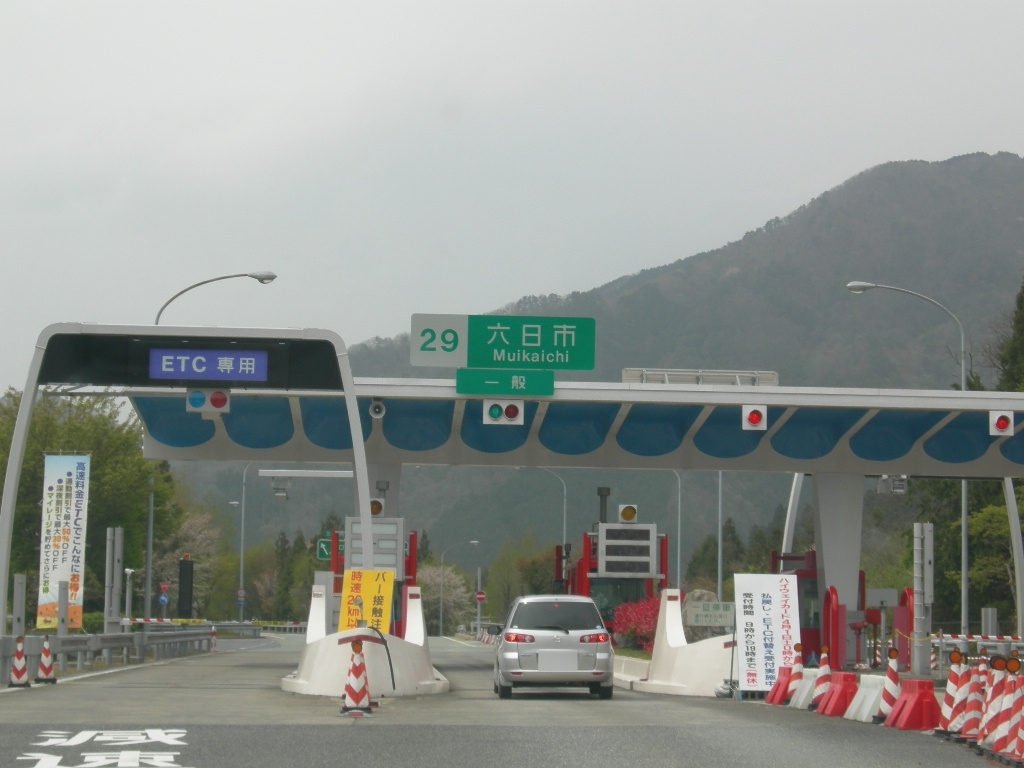
料金所

六日市インターチェンジ（むいかいちインターチェンジ）は、島根県鹿足郡吉賀町の中国自動車道のインターチェンジ。
島根県警察高速道路交通警察隊浜田分駐隊六日市詰所が併設されている。

## 概要
中国自動車道のICで唯一島根県を通るICである。このICから国道187号経由で岩国市中心部・旧錦町域や津和野町方面に至ることもできる。
吉和サービスエリアのガソリンスタンドが閉店したことに伴うガス欠防止策として、2015年4月20日からインターチェンジ周辺の指定ガソリンスタンドで給油するETC利用車に対して、1時間以内の中途出場を認める社会実験を行っていた。その後、2018年3月23日よりETC2.0を活用した道の駅むいかいち温泉への一時退出実験（道の駅に必ず立ち寄る必要がある。インターチェンジ周辺のガソリンスタンドも利用可能。）が開始された。

## 道路
- E2A 中国自動車道（29番）

## 歴史
- 1983年（昭和58年）3月24日 : 千代田IC - 鹿野IC間の開通により供用開始。
- 2018年（平成30年）3月23日 : 国土交通省の社会実験事業として、高速道路一時退出実験の試行開始[4]（ETC2.0搭載車に限定して、当ICで流出し、隣接する道の駅むいかいち温泉に立ち寄り後、1時間以内に当ICから再流入して順方向に利用の場合、目的地まで高速道路を降りずに利用した場合と同じ料金に調整される。）。
- 2020年（令和2年）3月27日 : 高速道路一時退出実験の退出可能時間がそれまでの1時間以内から3時間以内に引き上げられる[5]。
- 2022年（令和4年）7月1日 : 高速道路一時退出実験の退出可能時間がそれまでの3時間以内から2時間以内に変更[6]。

## 接続する道路

### 直接接続
- 国道187号

## 料金所
- ブース数：4

### 入口
- ブース数：2
  - ETC専用：1
  - 一般・ETC：1

### 出口
- ブース数：2
  - ETC専用：1
  - 一般：1

## 周辺
- 道の駅むいかいち温泉
- ENEOSセルフ六日市SS（六日市石油店）[7]
- コスモ六日市SS（山根石油）[8]
- 木部谷温泉
- 柿木温泉
- （国道187号経由）錦帯橋
- （国道187号経由）津和野・益田

## 隣
E2A 中国自動車道
(28) 吉和IC - 吉和SA/BS - 深谷PA/BS - (29) 六日市IC/BS - 朝倉PA/BS - (30) 鹿野IC/BS